# Luis Ocaña

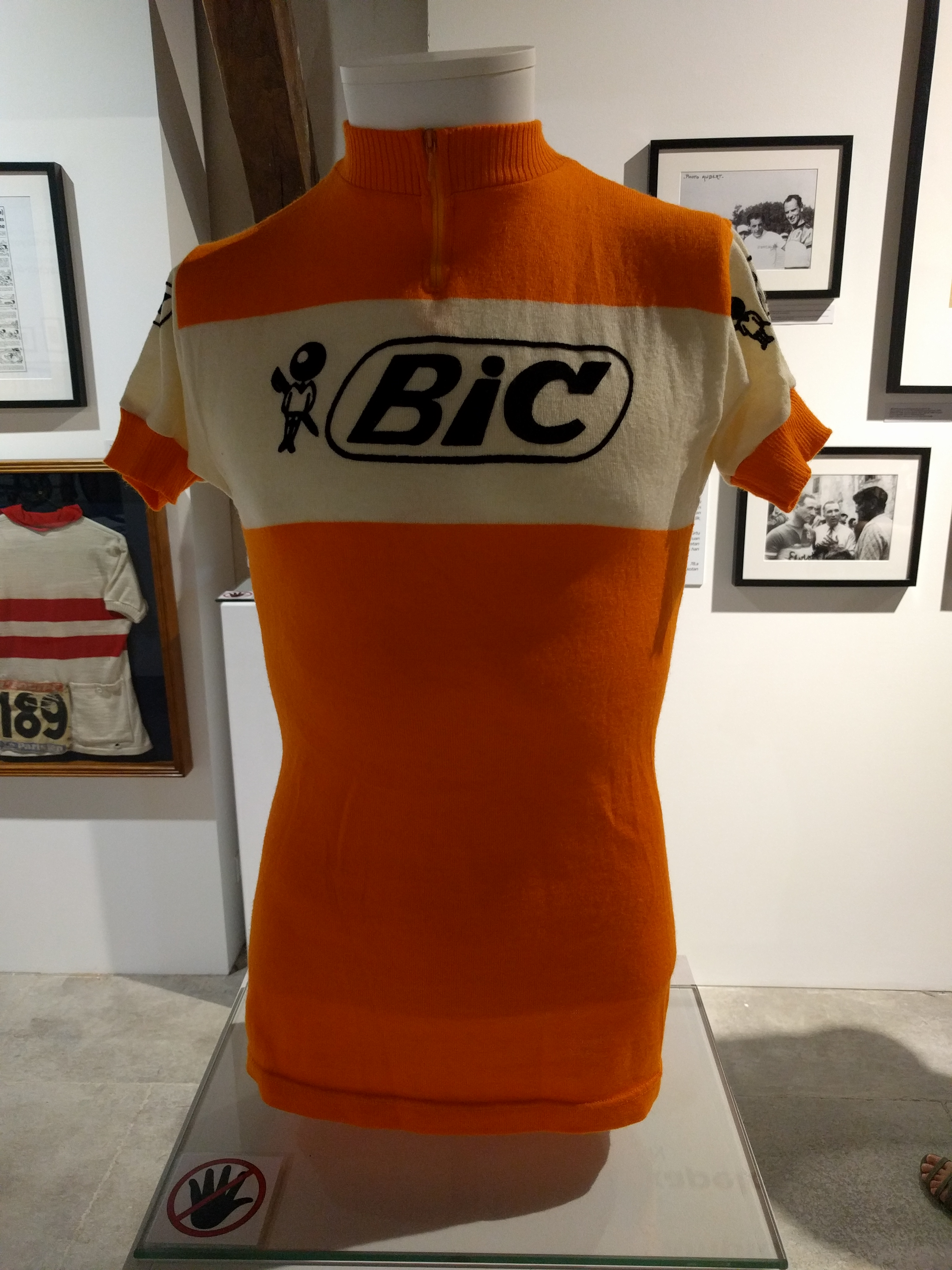
Maillot del equipo Bic de Ocaña.

Jesús Luis Ocaña Pernía (Priego, Cuenca, 9 de junio de 1945-Mont-de-Marsan, 19 de mayo de 1994) fue un ciclista español, profesional entre 1968 y 1977, cuyos mayores éxitos deportivos fueron las victorias absolutas en el Tour de Francia de 1973 y en la Vuelta a España de 1970.
Fue el segundo ciclista español (tras Federico Martín Bahamontes) en ganar el Tour de Francia.

## Biografía
En su infancia vivió con su familia en el Valle de Arán, en Viella (Viella y Medio Arán), donde un amigo llamado José Castet de Vila encontró trabajo para su familia. Siendo un niño emigró con sus padres a Francia, donde se formó como ciclista bajo la tutela del mítico Antonin Magne.
Fue conocido entre los franceses como "el español de Mont-de-Marsan" en alusión a la localidad en la que residía, al norte de los Pirineos. En España, la prensa deportiva le bautizó como "el Merckx español". En el año 1968 hizo su debut como profesional. 

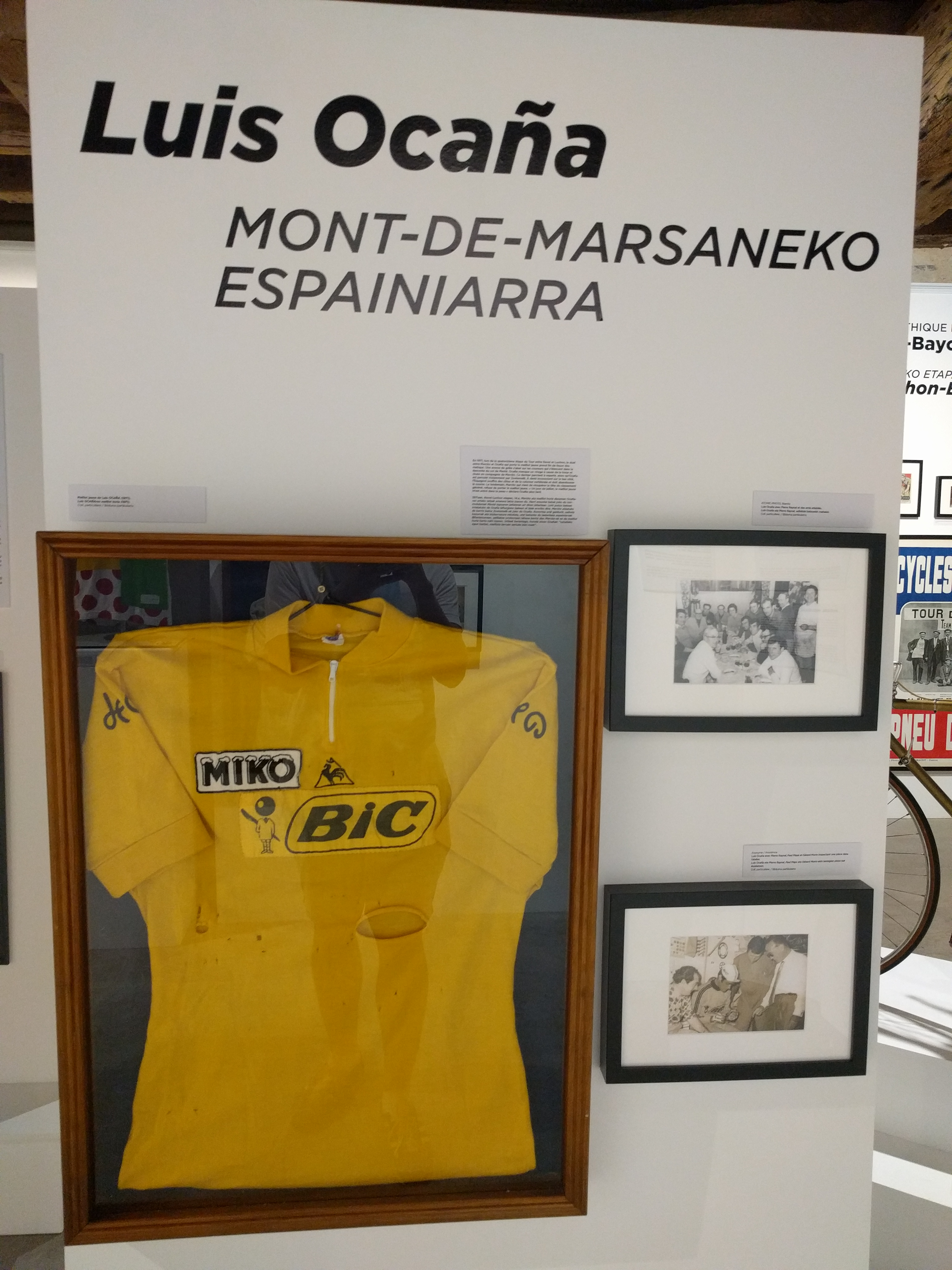
Maillot Amarillo de Ocaña del Tour de Francia 1973.

En 1969, obtuvo el segundo puesto en la Vuelta a España, tras Roger Pingeon. Un año después, ganó la Vuelta y consiguió ser segundo en 1973 y 1976, y tercero en 1971.
En el Tour de 1971, Ocaña tuvo que abandonar la carrera debido a una grave caída en el descenso del Col de Menté cuando vestía el maillot amarillo y aventajaba en casi siete minutos y medio a Eddy Merckx tras sacarle casi nueve en una memorable etapa con final en Orcières-Merlette.
En 1973 ganó el Tour: se impuso en seis etapas y llevó el maillot amarillo desde la séptima hasta la meta en París.
Una vez retirado se dedicó a la viticultura, viviendo en el sur de Francia con su esposa Josiane. En 1979, sufrió un accidente de automóvil en el que casi pierde la vida.
Durante la década de los 80 participó activamente en la vida política francesa siendo simpatizante y haciendo campaña a favor del Frente Nacional de Jean Marie Le Pen.
El 19 de mayo de 1994 decidió acabar con su vida debido a una fuerte depresión ocasionada por problemas económicos y por la enfermedad que sufría: hepatitis C.
En la ciudad de Cuenca la Piscina Municipal lleva su nombre y en Miranda de Ebro (Burgos) se le rindió homenaje, el 12 de mayo de 1973, poniendo su nombre a un puente elevado del ferrocarril. Este puente fue derribado en 1987 debido al desvío del ferrocarril.
El 27 de mayo de 2008, recibió a título póstumo la Medalla de Oro de la Real Orden del Mérito Deportivo en un acto presidido por la ministra de Educación Política Social y Deporte, Mercedes Cabrera, y el Secretario de Estado para el Deporte, Jaime Lissavetzky.

## Palmarés
| 1967 - Gran Premio de las Naciones (amateur) 1968 - 3 etapas de la Vuelta a Andalucía - Campeonato de España en Ruta - G.P. Llodio - Gran Premio Koersel 1969 - 2.º en la Vuelta España, más 3 etapas y clasificación de la montaña - Midi Libre - Vuelta a Andalucía - Vuelta a La Rioja - Semana Catalana - 1 etapa de la Vuelta al País Vasco - Trofeo Dirceu 1970 - Vuelta España, más 2 etapas - 1 etapa del Tour de Francia - 1 etapa de la Volta a Cataluña - Dauphiné Libéré - 3.º en el Super Prestige Pernod International 1971 - 3.º en la Vuelta España, más 1 etapa - 2 etapas del Tour de Francia - Gran Premio de las Naciones - Trofeo Baracchi - À travers Lausanne - Volta a Cataluña - Vuelta al País Vasco, más 1 etapa - Subida a Arrate - Gran Premio de Lugano (contrarreloj) - Circuito Europeo de Montaña - Diessenhofen - 2.º en el Super Prestige Pernod International - Boucles de l'Aulne | 1972 - Campeonato de España en ruta - Dauphiné Libéré 1973 - Tour de Francia, más 6 etapas y Premio de la Combatividad - Dauphiné Libéré - Vuelta al País Vasco, más 1 etapa - Campeón de España por Regiones - Subida a Arrate - Semana Catalana - Trofeo de los Escaladores - Circuito Europeo de Montaña - 3.º en el Campeonato Mundial en Ruta - 2.º en el Super Prestige Pernod International - 1 etapa de la Volta a Cataluña 1975 - 1 etapa de la Vuelta a Andalucía - 1 etapa de la Vuelta a La Rioja 1976 - 2.º en la Vuelta España 1977 - 1 etapa del Tour del Mediterráneo |

## Resultados en Grandes Vueltas y Campeonato del Mundo
| Carrera         | Carrera         | 1968 | 1969 | 1970 | 1971 | 1972 | 1973 | 1974 | 1975 | 1976 | 1977 |
| --------------- | --------------- | ---- | ---- | ---- | ---- | ---- | ---- | ---- | ---- | ---- | ---- |
|                 | Giro de Italia  | 32.º | —    | —    | —    | —    | —    | —    | —    | —    | —    |
|                 | Tour de Francia | —    | Ab.  | 31.º | Ab.  | Ab.  | 1.º  | —    | Ab.  | 14.º | 25.º |
|                 | Vuelta a España | Ab.  | 2.º  | 1.º  | 3.º  | —    | 2.º  | 4.º  | 4.º  | 2.º  | 22.º |
| Mundial en Ruta | Mundial en Ruta | Ab.  | Ab.  | Ab.  | Ab.  | —    | 3.º  | Ab.  | —    | —    | —    |

## Premios, reconocimientos y distinciones
- Medalla de Oro de la Real Orden del Mérito Deportivo, otorgada por el Consejo Superior de Deportes (2008)